# Nógrádszakál
Nógrádszakál (szlovákul: Sokolovce) község Nógrád vármegyében, a Szécsényi járásban.

## Fekvése
Magyarország északi részén, az itt magyar-szlovák határfolyóként húzódó Ipoly mellett található. Közúton Szécsény és Ipolytarnóc felől is elérhető a 2205-ös úton, mely az Ipoly folyását követve, a község területén annak főutcájaként húzódik. Nógrádszakál a Novohrad-Nógrád UNESCO Globális Geopark települése.
A határ magyar oldalán csak három települési szomszédja van: északkelet felől Litke, délkelet felől Szécsényfelfalu, dél felől pedig Ludányhalászi. Szlovákiai szomszédjai az Ipoly túlpartján: a településközponttal pont átellenben Bussa, mintegy 2 kilométerre északabbra Rárósmúlyad, a községhatár legészakibb részénél (Ráróspusztánál) pedig Tőrincs.
Utóbbi Rárós nevű falurésze felé 2011. december 7. óta lehet a Madách hídon is közlekedni; a hidat magyar oldalról a 2205-ös útból, annak a 15+200-as kilométerszelvényénél lévő körforgalomból kiágazó 22 103-as út szolgálja ki, határon túli folytatása a szlovákiai 585-ös útba torkollik, amely Losonctól Alsósztregován át egészen Nógrádszentpéterig húzódik.
A település vonattal is megközelíthető, a MÁV 78-as számú Aszód–Balassagyarmat–Ipolytarnóc-vasútvonalán. Két vasúti megállási pont is található a község területén: Nógrádszakál vasútállomás és Ráróspuszta megállóhely. A vasútállomást a 22 307-es út szolgálja ki (amely a 11+350-es kilométerszelvénye közelében ágazik ki a 2205-ös útból); a ráróspusztai megállóhelynek nincs külön kiszolgáló útja, mert közvetlenül a 2205-ös mellett található.

## Története
Nógrádszakál (korábban Szakál) és környéke ősidők óta lakott hely lehetett, erről tanúskodott a Darna völgyében az úgynevezett Aranygomb dülőn fellelt őskori őrhalom vagy sírdomb is, majd az 1896-ban, a vasútépítés alkalmával a község határában talált régi épületek alapfalai, valamint az itt talált urnák is. A hagyományok szerint egykor a falu sem a mai helyén, hanem az Ipoly Teglen nevű szögében feküdt, ahonnan azonban az Ipoly áradásai következtében idővel a mostani, védettebb helyére költözött.
Már a XIII. században egy ismeretlen szerzetesrend által működtetett kolostor állt itt. Említése egy 1245-ös birtoklevélen tűnik fel, melyben egy Ambrus nevű apát az esztergomi érsek engedélyével eladott 4 ekényi földet a Hont vármegyei Olvárban (ma Tesmag része).
18 évvel később, 1263. május 3-án V. István ifjabb király itt kötötte meg második békéjét apjával, IV. Bélával.
Nógrádszakál a 15. században a Guthi Országh család birtoka volt, de a település fele részét 1482-ig a Dályaiak bírták zálogban.
Később több birtokosa is volt: 1548-ban a Lossonczy család, 1598-ban Forgách család, Forgách Zsigmond volt a földesura. Az 1715-ben végzett összeíráskor 20, 1720-ban pedig 16 magyar háztartását vették fel az összeírók. 1754-1755-ben Urbán András, az 1770. évi úrbéri rendezéskor gróf Forgách Miklós és János, Kováts Ferenc és Szent-Ivány Gábor voltak a földesurai. 1826-tól gróf Forgách József, Szent-Ivány Bogomér és Kováts Antal, majd több család is; köztük a Szent-Ivány, a Kováts, a Szerémy, Pulszky, Keberich, Kiss és Szigyártó családok is bírtokosai voltak.
1831-ben nagy kolerajárvány tizedelte meg a lakosságot, mely később 1866-ban és 1873-ban ismét fellépett, bár kisebb mértékben.
A határban levő Kastélyhegyen a hagyomány szerint egykor kolostor is állt; alapzatának maradványai még az 1900-as évek elején is láthatóak voltak.
A községhez tartoznak Csaba-, Feljáró-, Ferenczkapu-, Ferenczkert-, Kincses- és Nyerges-puszták.
A trianoni békeszerződés előtt Nógrádszakál Nógrád vármegye Szécsényi járásához tartozott. 1910-ben 1063 lakosából 959 magyar, 14 szlovák, és 90 cigány volt. Ebből 969 római katolikus, 70 evangélikus, 12 izraelita volt.

## Közélete

### Polgármesterei
- 1990–1994: Kovács József (független)[5]
- 1994–1998: Kovács József (független)[6]
- 1998–2002: Kovács József (független)[7]
- 2002–2006: Kovács József (független)[8]
- 2006–2010: Bagoly László János (független)[9]
- 2010–2011: Kovács Konrád (független)[10]
- 2011–2014: Radvánszky Judit (MSZP)[11]
- 2014–2019: Radvánszky Judit (MSZP)[12]
- 2019–2024: Radvánszky Judit (MSZP)[13]
- 2024– : Radvánszky Judit (független)[1]

A településen 2011. március 13-án időközi polgármester-választást tartottak, az előző polgármester lemondása miatt. A választás a maga idején szokatlan módon két baloldali párt jelöltje és egy szerény támogatottságú független jelölt között dőlt el, a szocialista aspiráns javára.

## Népesség
A település népességének változása:
| Lakosok száma | 636  | 637  | 636  | 642  | 601  | 588  | 570  |
|               | 2013 | 2014 | 2015 | 2021 | 2022 | 2023 | 2024 |

2001-ben a település lakosságának 82%-a magyar, 18%-a cigány nemzetiségűnek vallotta magát.
A 2011-es népszámlálás során a lakosok 90,1%-a magyarnak, 14,1% cigánynak, 0,2% románnak, 0,2% ruszinnak, 1,3% szlováknak mondta magát (8,3% nem nyilatkozott; a kettős identitások miatt a végösszeg nagyobb lehet 100%-nál). A vallási megoszlás a következő volt: római katolikus 78,4%, református 0,6%, evangélikus 0,3%, felekezeten kívüli 2,9% (16,9% nem nyilatkozott).
2022-ben a lakosság 93,8%-a vallotta magát magyarnak, 10,1% cigánynak, 0,8% szlováknak, 0,2% bolgárnak, 0,3% egyéb, nem hazai nemzetiségűnek (6,2% nem nyilatkozott; a kettős identitások miatt a végösszeg nagyobb lehet 100%-nál). Vallásuk szerint 59,4% volt római katolikus, 0,8% református, 0,2% evangélikus, 1% egyéb keresztény, 0,7% egyéb katolikus, 16,6% felekezeten kívüli (21,3% nem válaszolt).

## Egykori kúriák
A községben egykor több kastély, vagy kúria is állt. Közülük a Szent-Ivány család kúriája a 18. század vége felé, a Szerémy családé 1850-ből való. Az egykori Keberich-féle úrilakot Veres Gyula bővítette ki.

## Nevezetességek
- Plébánia temploma - A község előző plebánia temploma már a középkorban fennállt; új temploma 1893-1894-ben épült. Az egyik harang 1523-ból való, mely "Rex Gloriae veni cum pace" írással van ellátva.
- E község rétjén emelkedő homokdombokról lövette Ali budai basa 1552-ben a bussai erődöt.
- Nógrád vármegyében, a határhoz (az Ipolyhoz) közel található a Páris patak völgye. A völgy megközelítése történhet Salgótarján vagy Szécsény felől közúton, vagy Balassagyarmat felől vasúton.
- A falu nevezetességei közé tartozik a kálvária is. A falu Litke felőli végén indul fel a hegyre a „keresztút”, melynek utolsó állomásától (Jézust sírba teszik) jó panoráma nyílik az Ipoly völgyére.

## Képgaléria

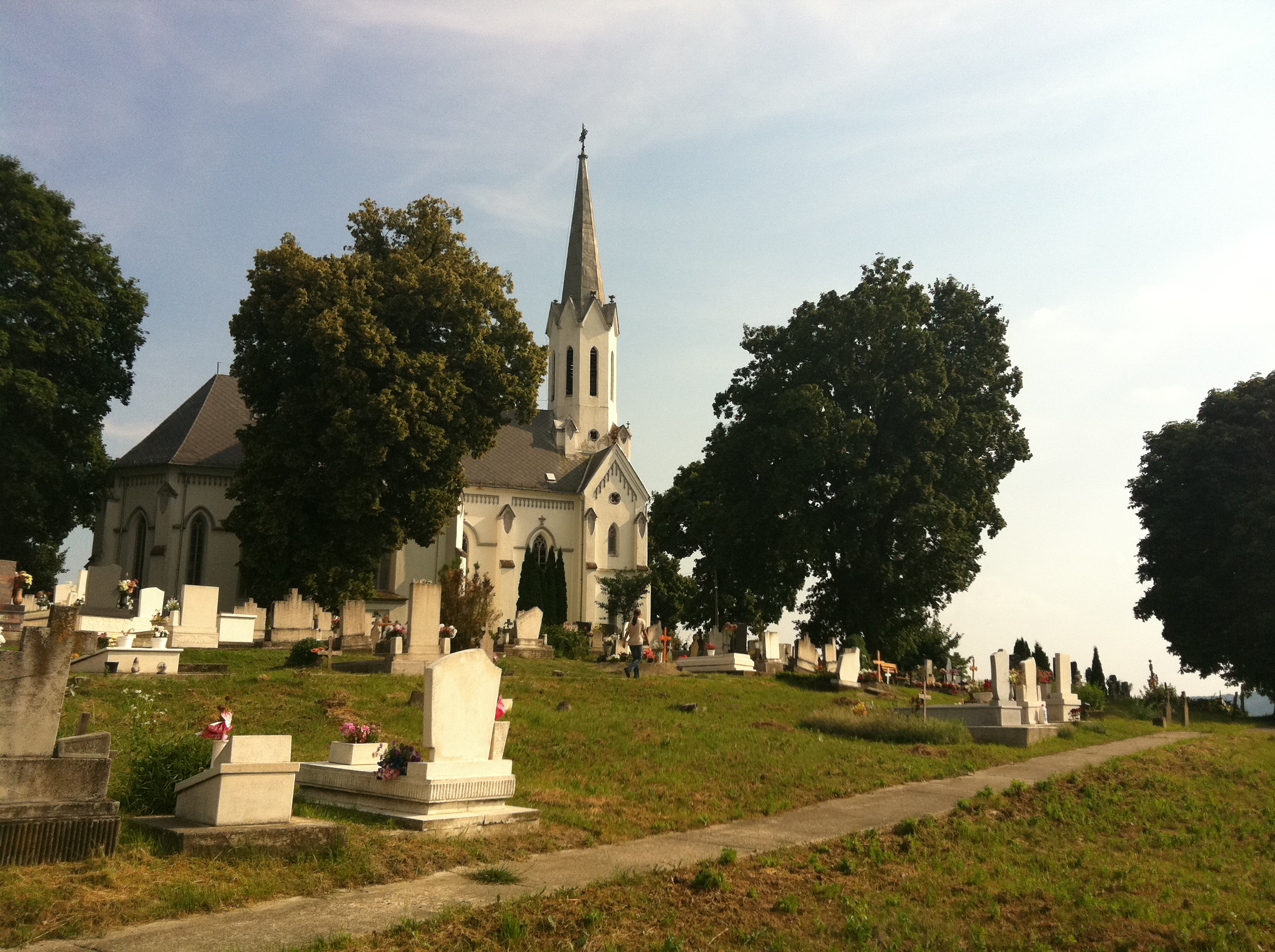
A „Szent Kereszt felmagasztalása” római katolikus templom
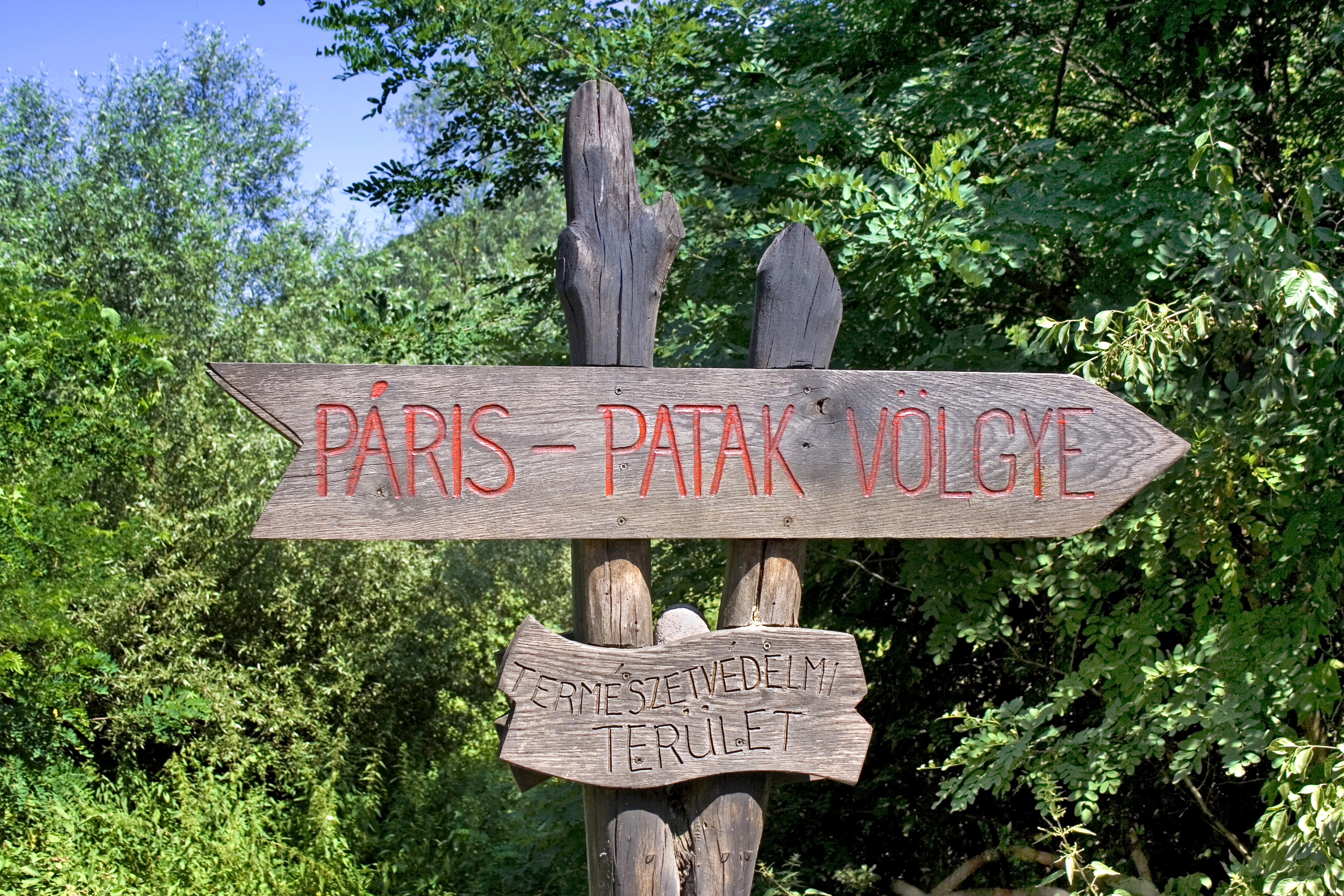
Páris patak völgye tábla a település északi határán
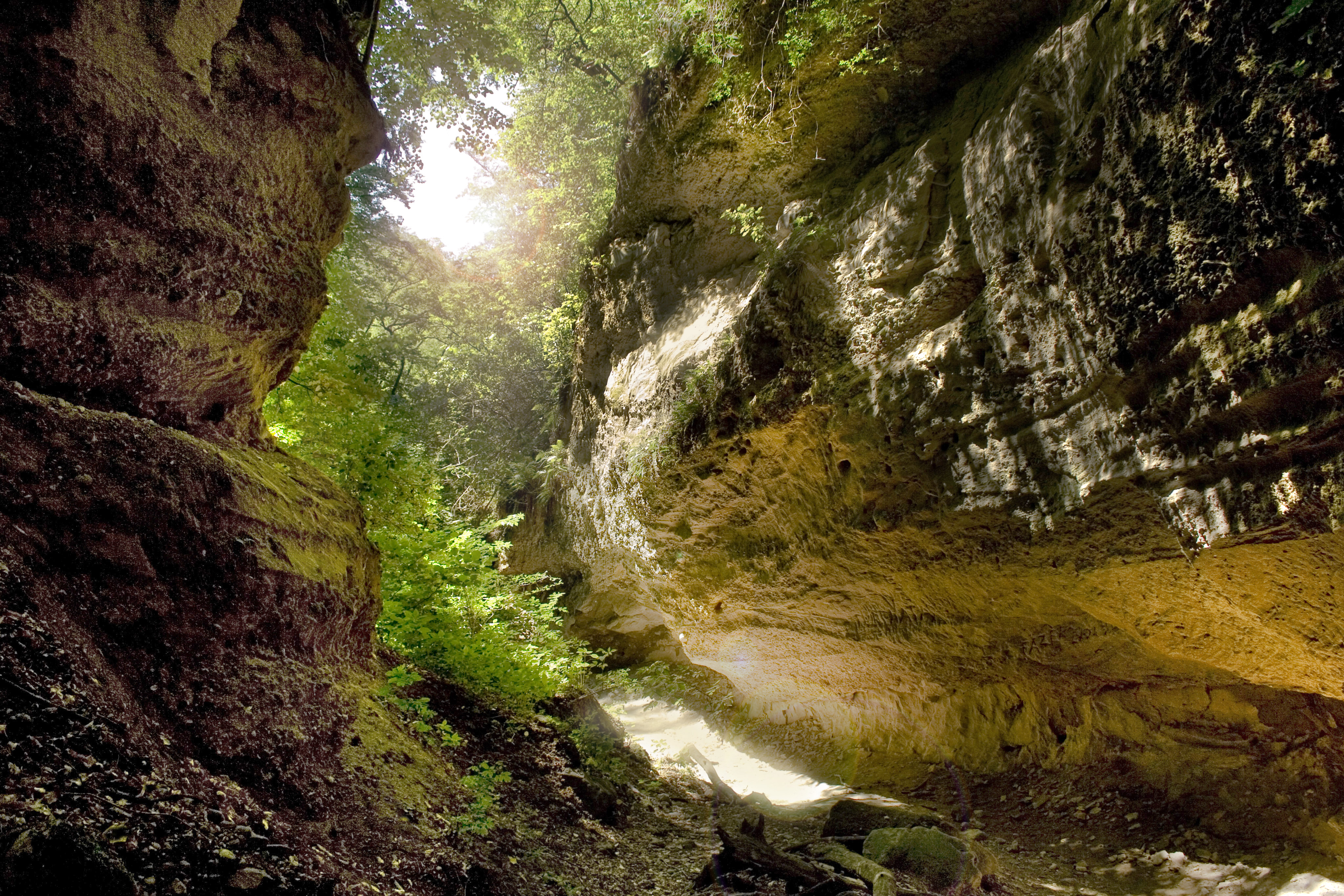
Az időszakosan működő Páris patak vájta völgy hozta felszínre a a közeli Ipolytarnóc geológiai folytatását
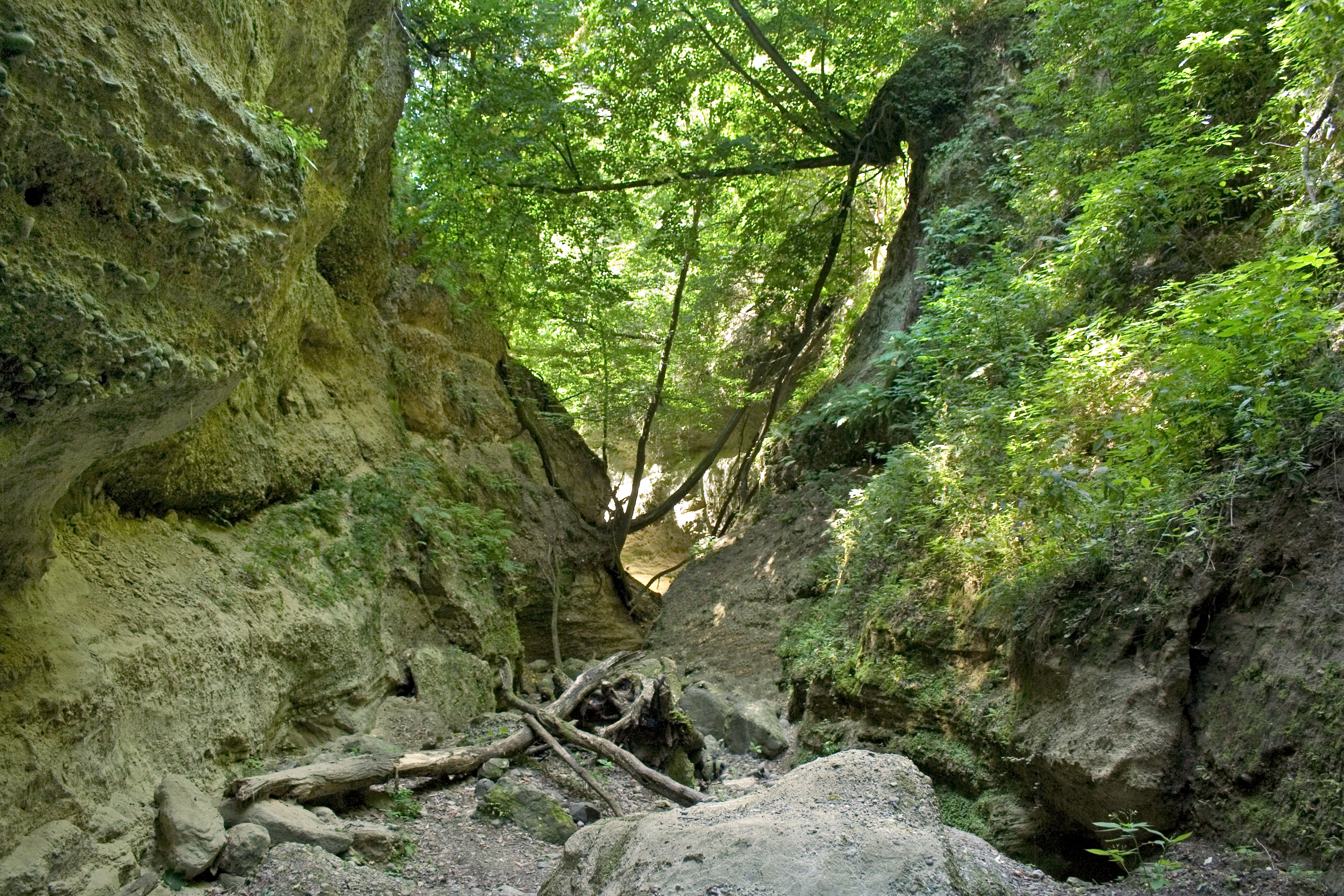
A dinoszauruszok korát idéző völgyet az egykor a Pannon-tengerbe siető sebes folyású folyó hordaléka borítja, ebben talált utat a patak, festői völgyet alkotva
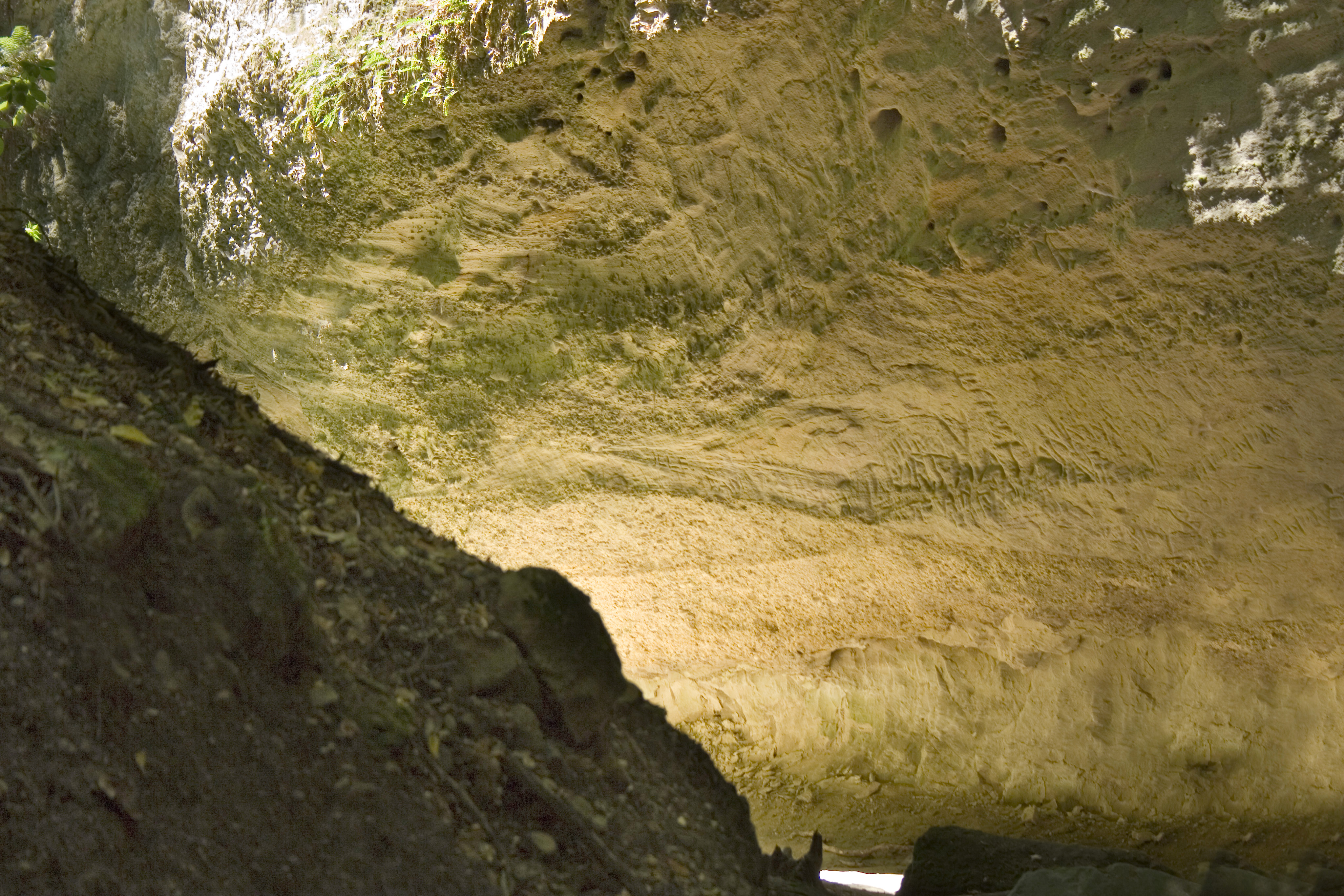
A 23 millió évvel ezelőtti folyó hordaléka omladékos, látogatása óvatosságra int
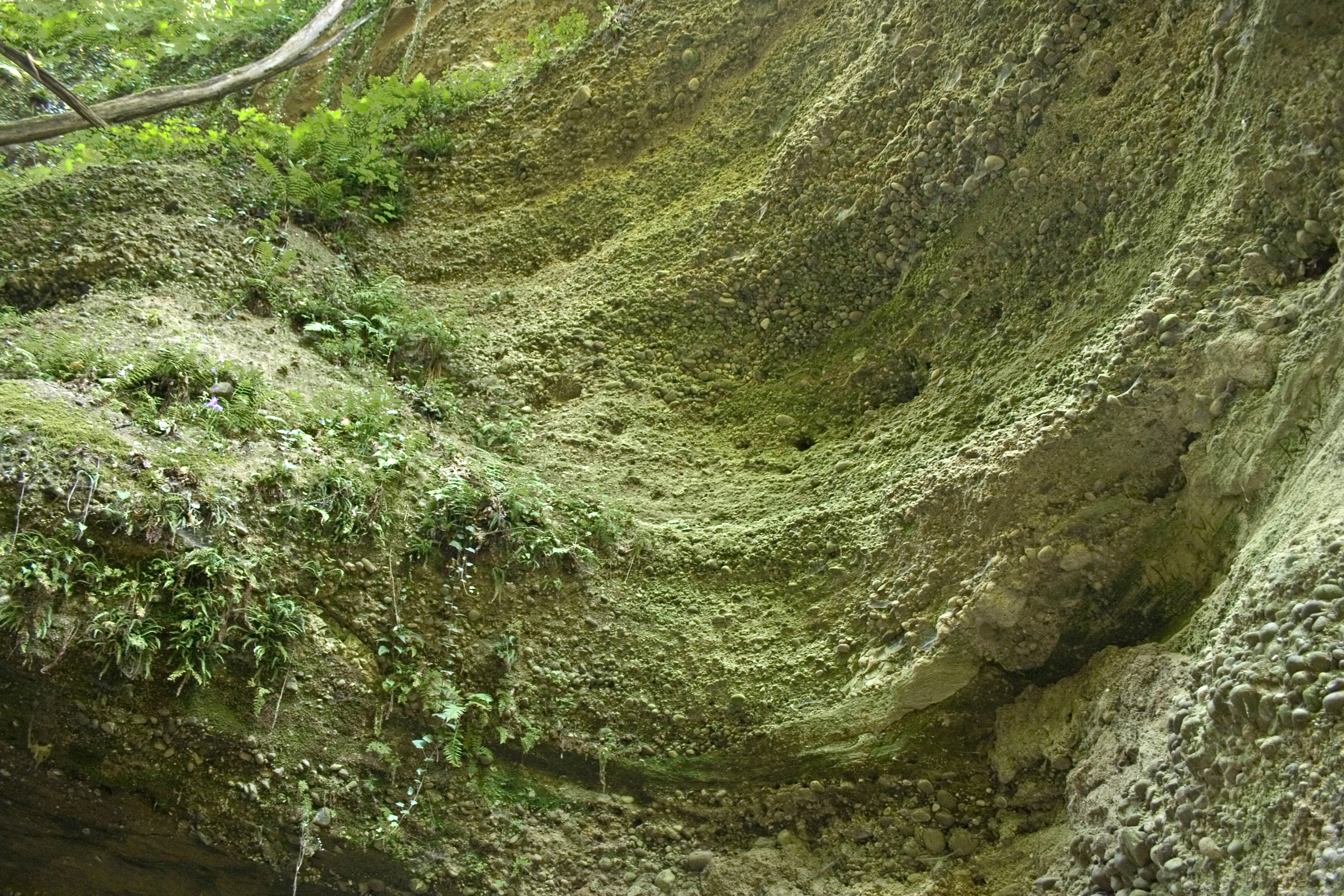
Az ősi folyó hordalékkövei, több mint 23 millió évvel ezelőtt ülepedtek le